# Strada europea E771
La strada europea E771 è una strada europea che collega Drobeta-Turnu Severin a Niš. Come si evince dalla numerazione, si tratta di una strada di classe B posta nell'area delimitata a nord dalla E70, a sud dalla E80, ad ovest dalla E75 e ad est dalla E85.

## Percorso
La E771 è definita con i seguenti capisaldi di itinerario: "Drobeta-Turnu Severin - Niš".